# アレン泥炭地

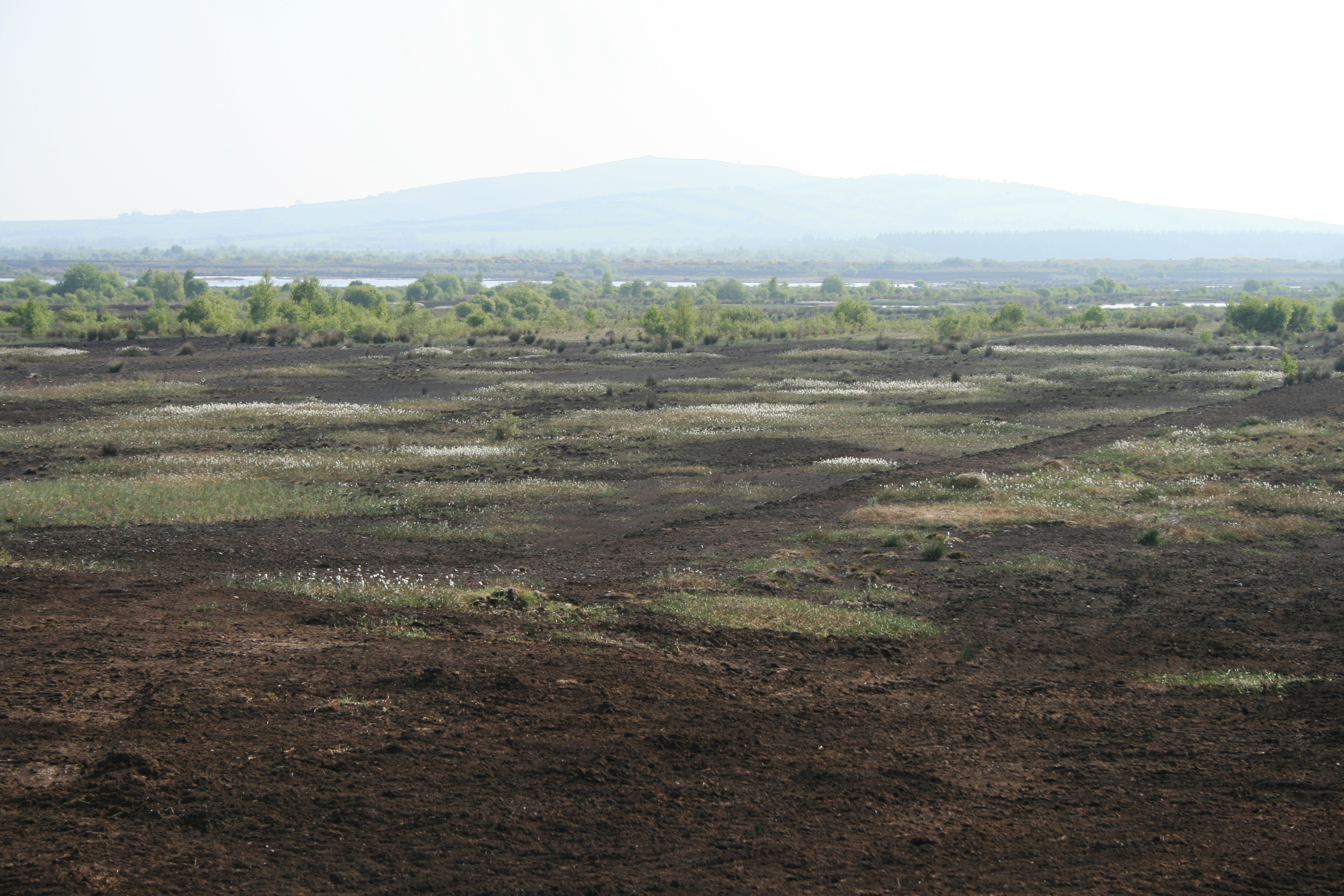
アレン泥炭地

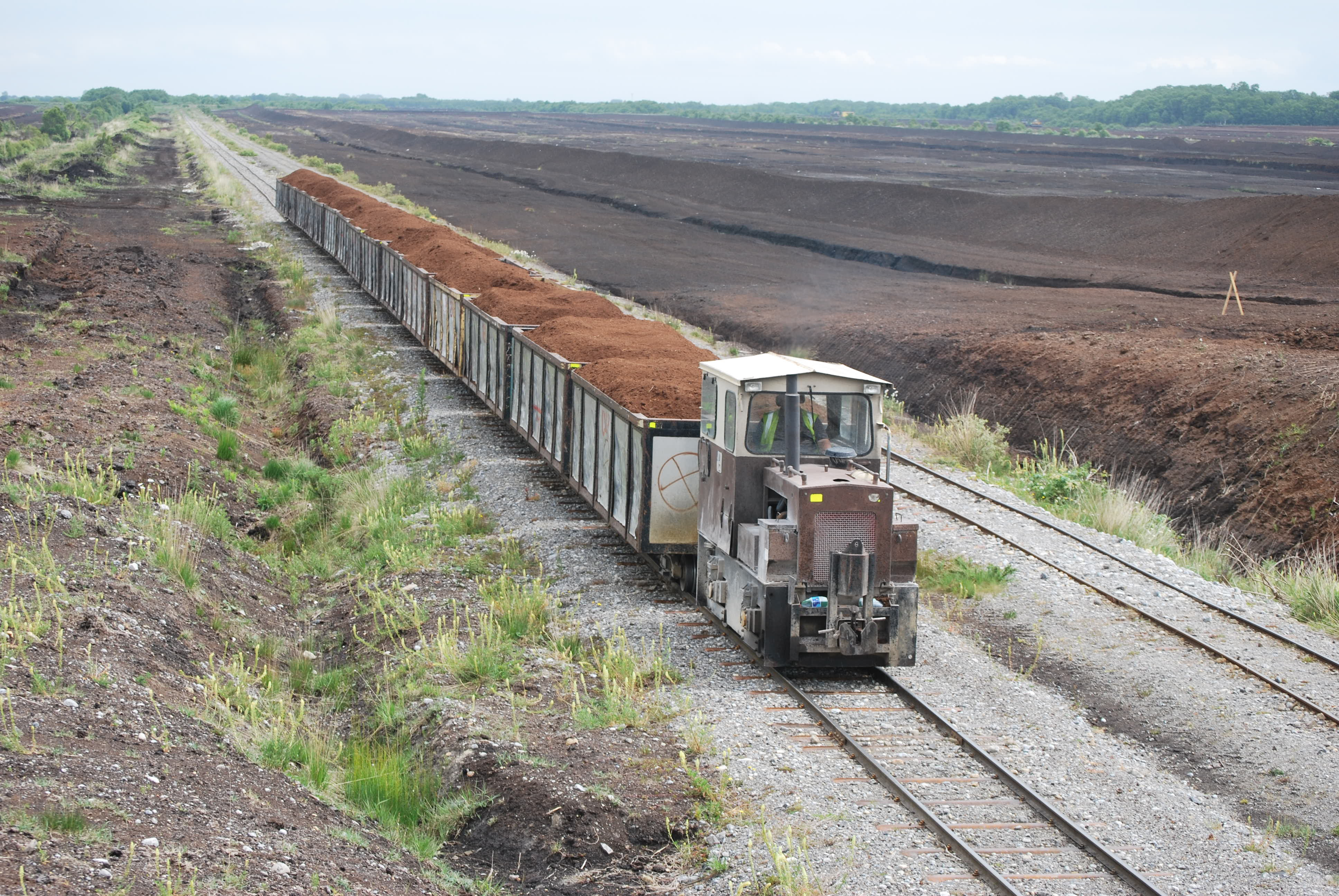
泥炭を輸送する列車。この写真に映るクロンマノイズ・アンド・ウェストオファリー鉄道は専用鉄道ではなく観光にも利用されている。

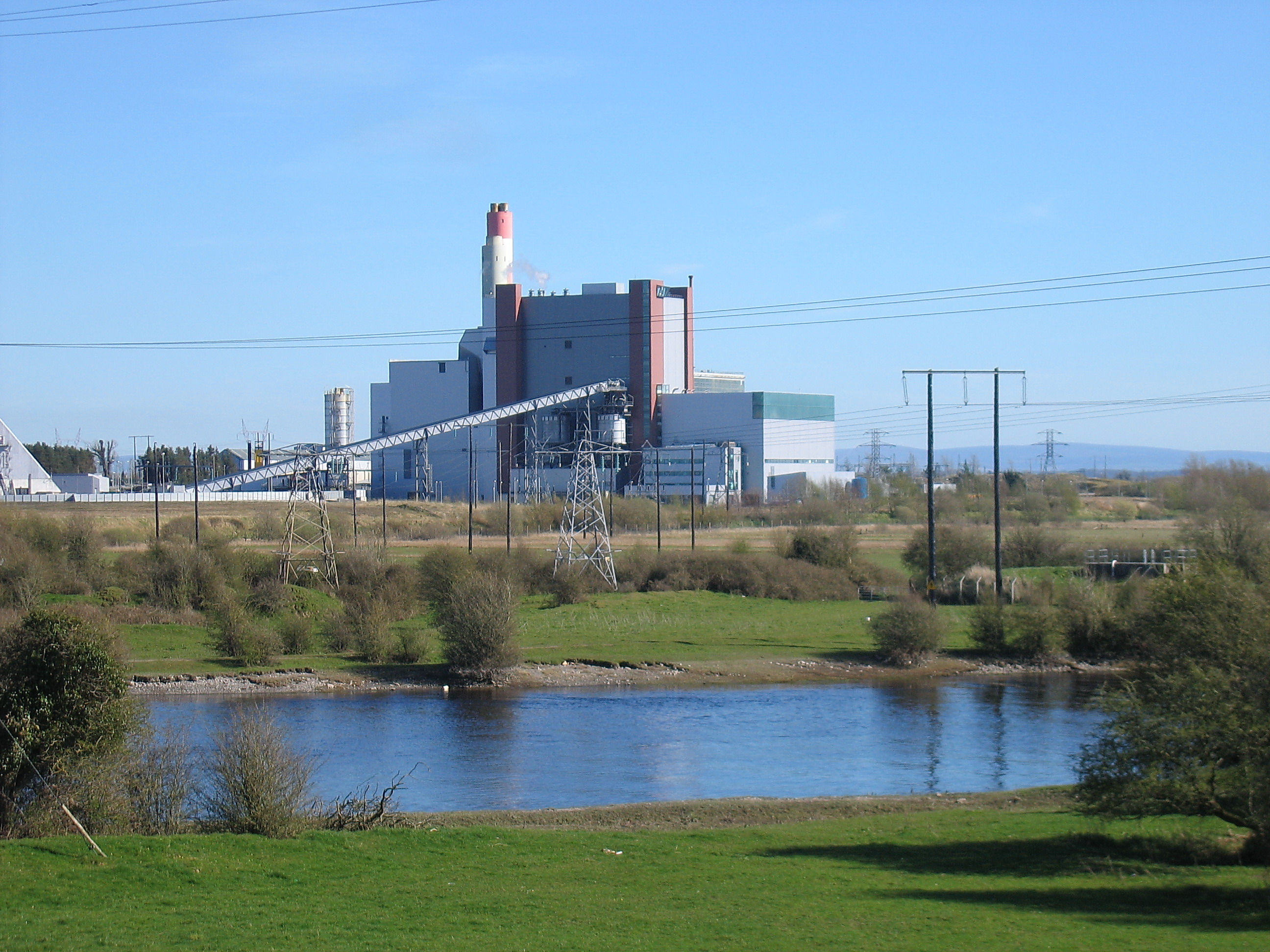
泥炭による火力発電所であるウェストオファリー火力発電所

アレン泥炭地、あるいはアレン湿原(アイルランド語: Móin Alúine,英語: Bog of Allen)はアイルランドの中心にある広大な高層湿原であり、リフィー川とシャノン川に挟まれている。
この泥炭地は958平方キロメートルの広さであり、オファリー県、ミース県、キルデア県、リーシュ県、ウェストミース県に跨って広がっている。アイルランド国有の泥炭製造会社であるBNM社は、泥炭を大規模に機械採掘している。採掘された泥炭を加工工場と泥炭を燃料とする火力発電所に輸送するためにこの地域には何マイルもの狭軌の専用鉄道が敷設されている。加えて、泥炭が切り出された地域は放牧にも流用されている。グランド運河とローヤル運河がこの地を流れている。

## 保護活動
アイルランド泥炭保全協会はこの湿原を「泥炭地の中の重要な地域であり、アイルランドの自然遺産の中で『ケルズの書』と同等に大切な一部である」と評している。
数百年に渡る農業開発と近年の造成による侵食が原因で泥炭地の面積は大幅に減少している。
この地域の保護運動が進行中である。

## 古環境の研究
アレン泥炭地に保存された古環境プロキシの調査を通じ、過去の環境を再現することに焦点を合わせた研究は数多く行われてきた。こうした降水栄養性泥炭地は降水量の変化に高い感度を示すため特に興味深い。デインジアン泥炭地で現在行われている研究は、降水量の変化を再現してこれを完新世の間の climate variability へと関連付けるための利用法を調査している。こうした研究は、過去の人間社会が climate change にどう反応したか知る手がかりとなるため有用である。

## 注
1. ↑  “Bog of Allen Map and Guide”.   IPCC(アイルランド泥炭保全協会). 2009年2月2日時点のオリジナルよりアーカイブ。2009年7月19日閲覧。
2. ↑  “Bog of Allen Survey”.   IPCC(アイルランド泥炭保全協会). 2004年10月14日時点のオリジナルよりアーカイブ。2009年7月19日閲覧。
3. 1 2  気候変動の項を参照。
4. ↑  Holocene climate variability

座標: 北緯53度17分 西経6度58分 / 北緯53.28度 西経6.96度